# SEPHI
SEPHI (Statistical-likelihood Exo-Planetary Habitability Index) — это статистически правдоподобный экзопланетный индекс обитаемости, который основывается на основе семи критериев, а именно: масса планеты, радиус, период обращения вокруг звезды, температура звезды, возраст, масса и радиус. Индекс был создан недавно и имеет свой сайт-калькулятор, на котором можно рассчитать индекс обитаемости планеты: sadeweb.azurewebsites.net . 
У Земли этот индекс равен 1.000, на данный момент известно 13 экзопланет, у которых индекс больше 0.900 (8 из них - неподтверждённые кандидаты)
Kepler-62 f: 0.996
KOI-4878.01(кандидат): 0.988
Kepler-1229 b: 0.995
Kepler-186 f: 0.992
Kepler-442 b: 0.995
Kepler-452 b: 0.987
KOI-7235.01(кандидат): 0.967
Kepler-371 d(кандидат): 0.950
KOI-5554.01(кандидат): 0.950
KOI-6108.01(кандидат): 0.921
KOI-5948.01(кандидат): 0.912
KOI-3456.02(кандидат): 0.910
KOI-6425.01(кандидат): 0.900